# Symboler i notskrift
Denna sida är avsedd som en grafisk sammanställning över de symboler och tecken som används i modern, västerländsk notskrift. 
- För en mer uttömmande genomgång av modern notskrift, se notskrift.
- För en sammanställning över äldre och på annat sätt alternativa sätt att nedteckna musik, se musiknotation.

## Rader och taktstreck
|  | Notrad Bakgrunden i all notskrift. Varje linje och mellanrum motsvarar en ton i den diatoniska skalan, vars placering definieras av en klav.                                                        |
|  | Hjälplinjer Används för att utöka notraden för toner som hamnar över och under. Nothuvudena placeras på, över eller under en hjälplinje enligt samma principer som gäller för den vanliga notraden. |

|  | Taktstreck Delar in stycket i takter.                                                                                           |
|  | Dubbelt taktstreck Används i stället för vanligt taktstreck vid musikaliska övergångar, vanligen tempo- eller tonartsväxlingar. |
|  | Halvdraget taktstreck Används för att dela in takter i mindre delar.                                                            |
|  | Slutklammer Markerar slutet på ett stycke.                                                                                      |

## Not- och pausvärden
Observera att noter och pauser inte har något absolut längdvärde, utan ett taktvärde som är relativt till pulsen. Pulsens taktvärde definieras av taktarten.
|         |             |            |             |                   |                  |                    |                          |      |      |
| Longa * | Brevisnot * | Helnot 1/1 | Halvnot 1/2 | Fjärdedelsnot 1/4 | Åttondelsnot 1/8 | Sextondelsnot 1/16 | Trettioandradelsnot 1/32 | 1/64 | etc. |
|         |             |            |             |                   |                  |                    |                          |      |      |

Som synes beror notens eller pausens rytmvärde av saker som fyllningsfärg och antalet flaggor. De stjärnmärka (*) noterna longa och brevis är idag ovanliga, och används främst i nyteckningar av äldre musik. Noter med mindre värde än sextondelar är också ovanligt, och används bara vid behov.
|  | Punkterade noter ökar sitt rytmvärde med hälften. Två punkter innebär ökning med 1/2+1/4, tre punkter en ökning med ytterligare 1/8.                                                                 |  | Flaggade noter kan bindas ihop, bindningarna bör dock ej gå över flera slag. Andelen bindningar är samma som antalet flaggor (bilden föreställer alltså två åttondelar).                                             |
|  | En bindebåge markerar att de hopbundna tonernas rytmvärde ska adderas. De används för att skriva noter som korsar taktstreck, eller komplicerade rytmer som inte går att skriva på något annat sätt. |  | En triol markerar att tre toner ska spelas på tiden för två, så att varje not får en längd som motsvarar av 2/3 sitt egentliga rytmvärde. Motsvarigheten för 4/5 av rytmvärdet kallas kvintol, se oregelbunden rytm. |

## Klaver
Klaver utgör en referens för vilka toner de notlinjerna representerar.
|  | G-klav "Kroken" på mittspiralen definierar ett ettstruket G, eller cirka 392 Hz, på den andra raden nedifrån. Även kallad diskantklav. |
|  | C-klav Mittpunkten definierar ett ettstruket C, eller cirka 262 Hz på mittlinjen. Även kallad altklav.                                 |
|  | F-klav De två punkterna definierar den mellanliggande raden som lilla F, eller cirka 175 Hz. Även kallad basklav.                      |
|  | Neutral klav Används för tonlösa instrument, som slagverk.                                                                             |

Klaver (utom neutral klav) kan också modifieras av ett oktavnummer. Att skriva "8" eller "16" ovanför en klav höjer dess tonvärde en eller två oktaver respektive. Skriver man siffrorna under klaven kan den på samma sätt sänkas en eller två oktaver. 
I sångnoter klingar en g-klav för mansröster alltid en oktav lägre. Ibland förtydligas detta genom att siffran åtta skrivs ut under, men klaven klingar fortfarande bara en oktav lägre.

## Förtecken
Förtecken kan skrivas på början av en notrad för att definiera tonart och gäller då alla toner på raden. De kan också skrivas direkt framför en ton, och gäller då den tonen, samt alla efterföljande toner i takten.
|  | Dubbel sänkning Sänker följande ton(er) ett helt tonsteg.                     |
|  | Trekvartssänkning Sänker följande ton(er) ett halvt tonsteg och en kvartston. |
|  | B-förtecken (eller Sänkning) Sänker följande ton(er) ett halvt tonsteg.       |
|  | Halvsänkning Sänker följande ton(er) en kvartston.                            |

|  | Dubbelkors Höjer följande ton(er) ett helt tonsteg.                         |
|  | Trekvartshöjning Höjer följande ton(er) ett halvt tonsteg och en kvartston. |
|  | Korsförtecken (eller Höjning) Höjer följande ton(er) en halvton.            |
|  | Halvkors Höjer följande ton(er) en kvartston.                               |

|  | Återställning Avbryter verkan av alla tidigare höjningar eller sänkningar. |

## Taktarter
Taktart skrivs som ett vanligt bråk i början på varje stycke eller taktändring. Den övre siffran anger antalet slag per takt, och den under slagens taktvärde.
|  | Vanlig taktutskrivning ser ut så här. Detta markerar alltså en trefjärdedelstakt. I skrift kan den skrivas som 3/4. |

Det finns också två alternativa sätt att skriva taktart:
|  | Betecknar fyra fjärdedelstakt (4/4). |
|  | Betecknar alla breve (2/2).          |

## Dynamik
Dynamik är förhållandet mellan olika grader av ljudstyrka i ett musikstycke. Den genomsnittsliga ljudstyrkan i en musikalisk passage brukar markeras med förkortningar. Dessa skrivs i fet kursiv stil, så här:
|  | Pianissimo, mycket svagt.   |
|  | Piano, svagt.               |
|  | Mezzo-piano, ganska svagt.  |
|  | Mezzo-forte, ganska starkt. |
|  | Forte, starkt.              |
|  | Fortissimo, mycket starkt.  |

Gradvisa volymändringar kan skrivas med:
|  | Crescendo, gradvis ökande ljudstyrka. Långa crescendon skrivs i stället med förkortningen cresc.            |
|  | Diminuendo eller Decrescendo, gradvis avtagande ljudstyrka. Långa diminuendon skrivs med förkortningen dim. |

Dessa angivelser är långt ifrån absoluta, utan påverkas tvärtom i hög grad av saker som tempo, akustiska förhållanden och musikerns egna preferenser. Ljudstyrkan påverkas också av balanskonventioner, som att en melodi alltid spelas starkare än sitt ackompanjemang.
Mer specifika styrkeangivelser är:
- , fortepiano, en snabb följd av starkt och sedan svagt.
- , forzato, en kraftigare och något långsammare styrkeökning och minskning.
- , rinforzato, en plötslig övergång från svagt till starkt.
- , sforzando, en mycket starkt betoning på den närmaste tonen (övriga toner blir något svagare, till från med en accent).

Dessa påverkar alltså balansen mellan tonerna i en fras, och gränsar därför mot fraseringen.

## Frasering
Frasering är principen att dela upp ett musikflöde med i punkter av tillfällig avspänning, vilket också hjälper lyssnaren att känna en struktur i vad som hörs. Den står på så sätt i ett motsattförhållande mot rytmen. Frasering antecknas främst på två sätt, dels med hjälp av olika former av bågar, och dels med exakta angivelser på specifika toner, ofta i slutet av en båge. Frasering har också något olika noteringssätt för olika typer av instrument.
- Inom sång är fraseringen främst styrd av metern i texten, men påverkas förstås av andningen.
- För blåsinstrument (utom säckpipor) är all frasering inriktad på andningen.
- Stråkinstrument har möjlighet att spela mycket mer varierad frasering än andra typer av instrument, och har därför ett mer detaljerat fraseringssystem.
- Klaverinstrument, knäppinstrument och liknande har inget behov av andning, men kan inte heller spela särskilt varierad frasering.
- Slagverk har så spetsigt ljud att det inte finns någon frasering.

### Grundläggande tecken
|  | En legatobåge markerar toner som ska spelas legato, det vill säga bundet, utan uppehåll eller stark ansats emellan. |

Bågar används också för att markera fraser, och kallas då ligaturer eller frasbågar. Det kan vara svårt att skilja på en frasbåge och en legatobåge, men frasbågen är i regel längre, och spänner över flera takter. Legatobågen kan också förväxlas med en överbindning. En sådan "bindebåge" används för att summera notvärden och resultera i en enda lång ton (ex. två helnoter ihopbundna med en bindebåge resulterar alltså i en 8 slag lång ton, eftersom 4 + 4 = 8). Skillnaden mellan legatobågar och bindebågar är således att medan det är tillåtet att stöta toner som är påverkade av legatobågar, är det inte tillåtet att göra det när det rör sig om toner som är ihopbundna med bindebågar. Bindebågs-toner ska resultera i en enda lång ton, och legatobågar ska resultera i ett mjukt flöde av toner.
|  | Staccato är motsatsen till legato, och markerar att tonen ska spelas kort, obundet och spetsig.                                                         |
|  | En accent betecknar att tonen ska betonas, alltså spelas något starkare och med häftigare ansats.                                                       |
|  | Tenutostreck markerar däremot en liten dragning i rytmen, så att den markerade tonen blir något längre. Ibland spelas tenutotoner också något starkare. |

Ett tenuto- och stacattotecken skrivna ovanför varandra betecknar portato, toner som spelas avgränsat men inte kort och spetsigt. 
|  | Spicatto är en ännu kortare variant av stacatto, och ett marcatissimo (bild saknas) är en starkare variant av accenten.                    |
|  | Ett fermat markerar att tonen ska hållas ut länge, vanligen ca 3–4 gånger sitt normala rytmvärde, så att all pulskänsla i musiken stoppas. |

### Andningstecken
Inom sång- och träblåsnoter används vanligen frasbågar för att markera andningen, men man kan också infoga 

kommatecken  eller cesur. 

### Stråktecken
|  | Vänsterhandspizzicatto    |
|  | Bartókpizzicato           |
|  | Naturlig flageolett       |
|  | Uppstråk, eller sull'arco |
|  | Nedstråk, eller giù arco  |

## Da capo med mera
|  | Da capo Innebär att musiken ska spelas från början. ('capo' betyder 'huvud') När det står da capo al fine ('från början till slutet') spelar man till slutet (slutet behöver nödvändigtvis inte vara vid sista takten, utan finaltakten markeras i stycket med just texten "fine"). Står det da capo al coda, spelar man till coda-tecknet och därefter codan. |
|  | Dal segno Innebär att musiken repeteras från närmaste 'segno' (tecken) som kan följas av al fine eller al coda, som vid da capo. |
|  | Segno Tecken som används vid dal segno. |
|  | Coda Innebär att man hoppar framåt i musiken till codan ('svansen') som är en slutpassage märkt med samma tecken. Används i kombination med D.S. al coda eller D.C. al coda. |